# Сардара
Са̀рдара (на италиански и на сардински: Sardara) е малко градче и община в Южна Италия, провинция Южна Сардиния, автономен регион и остров Сардиния. Разположено е на 163 m надморска височина. Населението на общината е 4141 души (към 2013 г.).